# First Ditch Effort
First Ditch Effort es el decimotercero álbum de estudio de la banda de punk californiana NOFX siendo lanzado el 7 de octubre de 2016.
"Six Years on Dope" fue la primera canción lanzada del álbum en la página de YouTube Fat Wreck Chords el 20 de julio de 2016. "Oxy Moronic" fue lanzado a la radio el 14 de septiembre de 2016. First Ditch Effort fue lanzado el 7 de octubre. El lapso de cuatro años entre Self Entitled (2012) y First Ditch Effort fue la duración más larga entre dos álbumes de estudio de NOFX hasta este momento, y también marcó la primera vez desde The War on Errorism (2003) que la banda no había trabajado con Bill Stevenson; en cambio, el álbum fue producido por Cameron Webb.

## Lista de canciones
| N.º | Título                          | Duración |  |
| 1.  | «Six Years on Dope»             | 1:32     |  |
| 2.  | «Happy Father's Day»            | 1:14     |  |
| 3.  | «Sid and Nancy»                 | 2:22     |  |
| 4.  | «California Drought»            | 3:14     |  |
| 5.  | «Oxy Moronic»                   | 3:56     |  |
| 6.  | «I Don't Like Me Anymore»       | 2:30     |  |
| 7.  | «I'm a Transvest-lite»          | 2:16     |  |
| 8.  | «Ditch Effort»                  | 1:47     |  |
| 9.  | «Dead Beat Mom»                 | 2:18     |  |
| 10. | «Bye Bye Biopsy Girl»           | 2:00     |  |
| 11. | «It Ain't Lonely at the Bottom» | 1:33     |  |
| 12. | «I'm So Sorry Tony»             | 3:18     |  |
| 13. | «Generation Z»                  | 5:07     |  |

## Personal
- Fat Mike – voz, bajo, piano
- Eric Melvin – guitarra, coros
- El Hefe – guitarra, trompeta, coros
- Erik Sandin – batería